# Satellite Reign
Satellite Reign ist ein Cyberpunk-Echtzeit-Taktikspiel, das von 5 Lives Studios entwickelt und für Windows, macOS und Linux erschien. Als spiritueller Nachfolger zur Syndicate Computerspielserie stammt es von Mike Diskett, der bei den Vorläufern maßgeblich beteiligt war.

## Spielprinzip
Es handelt sich um einen geistigen Nachfolger zu Syndicate (1993) und Syndicate Wars (1996). Der Spieler steuert vier kybernetisch verbesserte Agenten durch dystopische Städte. In dem Open-World-Spiel erfüllt er Missionen von Konzernen, die die Welt beherrschen. Die Agenten sind nicht wie im Vorgänger nur unterschiedliche bewaffnet, sondern sind in Klassen wie Soldat, Unterstützer, Infiltrator und Hacker mit unterschiedlichen Fähigkeiten eingeteilt.

## Entwicklung
Der Entwickler Mike Diskett war über das Reboot Syndicate (2012) als Ego-Shooter dermaßen verärgert, dass er selbst einen Nachfolger zu den ersten Spielen der Serie, an dessen Entwicklung und Portierung er beteiligt war, anstoß. Finanziert wurde das Projekt durch eine Kickstarter-Kampagne. Diese verlief mit einer Summe von 575.000 € an Vorfinanzierungseinnahmen erfolgreich. 2014 startete das Spiel im in das Early Access Programm bei Steam. Als Spiel-Engine kam Unity zum Einsatz. Zunächst wurde eine grobe „Whitebox“-Spielwelt zum prototypisieren der Spielmechanik erstellt sowie einige fertige Szenen als Anschauungsmaterial für die Finanzierung und um den Grafikstil festzulegen. Ein Koopmodus wurde als Patch nachgereicht. Der Soundtrack stammt von Russell Shaw, der bereits an den ersten Spielen der Serie Musik beisteuerte.

## Rezeption
Für GameStar sei das Spiel sperrig und verzeihe keine Fehler und doch sei es ein tolles Echtzeit-Taktikspiel, das die Vorbilder gekonnt modernisiere und ein Spielgefühl mit viel Spannung aufbaue. Auch PC Games merkte an, dass eine Pausen- oder Speichernfunktion innerhalb der Missionen fehle, da man Missionen oft von vorn beginnen müsse. Der geistige Nachfolger zu Syndicate sei schwierig zu meistern und unbarmherzig. Die Stadt sei toll inszeniert und der Wechsel zwischen zielorientierten Missionen und offener Welt gut gelöst. Es sei ein Spiel mit Ecken und Kanten. Für 4Players handele es sich um einen packend inszenierten Taktik-Thriller. Der Spielfluss werde nie durch lange Ladezeiten oder Game over durchbrochen. Das unsinnige Verhalten der eigenen Agenten hingegen sei stark immersionsbrechend. Letztendlich sei Satelitte Reign ein herausragendes Spiel, dem der Feinschliff fehle.